# Scopula tricommata
Scopula tricommata är en fjärilsart som beskrevs av W. Warren 1899. Scopula tricommata ingår i släktet Scopula och familjen mätare. Inga underarter finns listade.